# Großsteingrab Snodstrup By
Das Großsteingrab Snodstrup By war eine megalithische Grabanlage der jungsteinzeitlichen Nordgruppe der Trichterbecherkultur im Kirchspiel Snostrup in der dänischen Kommune Frederikssund. Es wurde im 19. oder frühen 20. Jahrhundert zerstört.

## Lage
Das Grab lag in Vinge am Rand eines Parkplatzes nordöstlich des Eisenbahn-Haltepunkts. In der näheren Umgebung gibt bzw. gab es zahlreiche weitere megalithische Grabanlagen.

## Forschungsgeschichte
Im Jahr 1875 führten Mitarbeiter des Dänischen Nationalmuseums eine Dokumentation der Fundstelle durch. Zu dieser Zeit waren nur noch Reste der Hügelschüttung erhalten. Bei einer weiteren Dokumentation im Jahr 1942 waren keine baulichen Überreste mehr auszumachen. Mitarbeiter des Roskilde Museums führten 2015 im Zuge der Errichtung des Eisenbahn-Haltepunkts eine Nachgrabung am Standort des Grabes durch.

## Beschreibung

### Architektur
Die Anlage besaß eine nord-südlich orientierte längliche Hügelschüttung unbekannter Größe. Der Hügel war 1875 bereits stark gestört. Er bestand aus Erde, die mit Feuerstein-Grus durchsetzt war. Bei der Nachgrabung von 2015 wurde ein etwa halbmondförmiges Steinpflaster mit einer Länge von 16 m und einer Breite von 9 m entdeckt. Zu einer möglichen steinernen Umfassung liegen keine eindeutigen Informationen vor.
Der Hügel enthielt zwei Grabkammern. Zur Orientierung, den Maßen und dem Typ der Kammern liegen keine Angaben vor.
Im Nordosten und im Südosten des Hügels wurden 2015 zwei Gruben mit Nachbestattungen der vorrömischen Eisenzeit gefunden. Möglicherweise handelte es sich um umgenutzte Standgruben von entfernten Umfassungssteinen.

### Funde
In den zerstörten Grabkammern wurden im 19. Jahrhundert zahlreiche Skelettreste gefunden. 2015 wurde im Steinpflaster ein ungeschliffenes endneolithisches Feuerstein-Beil gefunden. Die eisenzeitlichen Gruben enthielten Keramik.